# Albaredo Arnaboldi
Albaredo Arnaboldi är en ort och frazione i kommunen Campospinoso Albaredo i provinsen Pavia i regionen Lombardiet i Italien.
Albaredo Arnaboldi var en kommun fram till 18 november 2023 när den uppgick i kommunen Campospinoso som samtidigt byte namn till Campospinoso Albaredo. Kommunen Albaredo Arnaboldi hade 234 invånare (2022) på en yta av 8,76 km².